# Yippee-Ki-Yay
«Yippee-Ki-Yay» es una canción de los cantautores estadounidenses Kesha y T-Pain. Fue lanzada el 27 de marzo de 2025 por su sello discográfico homónimo como el tercer sencillo de su sexto álbum de estudio, Period (2025).

## Antecedentes
El 24 de marzo de 2025, Kesha anunció «Yippee-Ki-Yay» como el tercer sencillo de Period. La canción se lanzó con la preventa del álbum y llegó a las radios estadounidenses el 16 de abril de 2025. La canción fue producida por Pink Slip y Nova Wav. Apareció en el segundo fin de semana de Coachella como invitada especial de A. G. Cook, donde interpretó una remezcla inédita de la canción con él.

## Composición
«Yippee-Ki-Yay» es un tema country pop, hip hop y bubblegum pop que generó comparaciones con «A Bar Song (Tipsy)» de Shaboozey y fue lanzada el 27 de marzo.

## Lista de canciones
Descarga y streaming digital
1. "Yippee-Ki-Yay" (con T-Pain) – 3:32
2. "Yippee-Ki-Yay" – 2:37

Descarga y streaming digital
1. "Yippee-Ki-Yay" (con T-Pain; remix de A. G. Cook) – 3:51
2. "Yippee-Ki-Yay" (The Hosed Down remix) – 1:59
3. "Yippee-Ki-Yay" (con T-Pain) – 3:32

## Posicionamiento en listas
| Lista (2025)                   | Mejor posición |
| ------------------------------ | -------------- |
| Estados Unidos (Digital Songs) | 13             |

## Historial de lanzamientos
| Regiones       | Fecha               | Formatos                   | Versiones | Discográfica  | Ref.   |
| -------------- | ------------------- | -------------------------- | --------- | ------------- | ------ |
| Varios         | 27 de marzo de 2025 | Descarga digital streaming | Original  | Kesha Records |        |
| Italia         | 31 de marzo de 2025 | Radio airplay              | Original  | Ada Music     | [ 13 ] |
| Estados Unidos | 16 de abril de 2025 | Contemporary hit radio     | Original  | Kesha Records | [ 14 ] |
| Varios         | 9 de mayo de 2025   | Descarga digital streaming | Remezclas | Kesha Records |        |